# Gero Pfennig
Gero Pfennig (ur. 11 lutego 1945 w Jüterbog) – niemiecki polityk, prawnik i nauczyciel akademicki, wieloletni parlamentarzysta krajowy, od 1979 do 1985 poseł do Parlamentu Europejskiego I i II kadencji.

## Życiorys
Studiował prawo na uczelniach w Berlinie i Fryburgu Bryzgowijskim. Od 1968 do 1973 był wykładowcą na Wolnym Uniwersytecie Berlińskim. W 1970 obronił doktorat; opublikował kilka książek poświęconych prawu i polityce, m.in. komentarz do Verfassung von Berlin (konstytucji Berlina). W 1973 zdał egzaminy prawniczy II stopnia, następnie rozpoczął praktykę zawodową jako adwokat i notariusz.
W 1964 zaangażował się w działalność polityczną w ramach Unii Chrześcijańsko-Demokratycznej. W ramach berlińskiej CDU należał wraz z m.in. Eberhardem Diepgenem do nieformalnej post-lewicowej frakcji K-Gruppe, powstałej po rozpadzie Sozialistischer Deutscher Studentenbund. Od 1971 do 1975 był radnym berlińskiej dzielnicy Zehlendorf, a od 1975 zasiadał w berlińskiej Izbie Deputowanych. W latach 1977–1980 po raz pierwszy zasiadał w Bundestagu VIII kadencji (miał ograniczone prawo głosowania ze względu na jednoczesne zasiadanie w landtagu). W latach 1977–1979 i 1986–1987 był również członkiem Zgromadzenia Parlamentarnego Rady Europy, a od 1977 do 1980 Zgromadzenia Parlamentarnego Unii Zachodnioeuropejskiej.
W 1979 i 1984 uzyskiwał mandat posła do Parlamentu Europejskiego I i II kadencji. Przystąpił do Europejskiej Partii Ludowej, był jej rzecznikiem prasowym. Należał m.in. do Komisja Budżetowej, Komisji ds. Gospodarczych i Walutowych oraz Polityki Przemysłowej oraz Komisji ds. Instytucjonalnych. W czasie urzędowania został współautorem propozycji konstytucji Unii Europejskiej. 1 grudnia 1985 przeszedł ponownie do Bundestagu, zastąpił go Wolfgang Hackel. W 1987, 1990 i 1994 z powodzeniem ubiegał się o reelekcję. W krajowym parlamencie został szefem komisji petycji i grupy roboczej z UE, a także rzecznikiem frakcji CDU/CSU do spraw europejskich.
Jest ewangelikiem. Ma żonę i jedno dziecko.